# Avignonfestivalen
Avignonfestivalen, franska: Festival d'Avignon; occitanska: Festival d'Avinhon, är en årlig teaterfestival i Avignon i Provence, grundad 1947 av bland andra skådespelaren och regissören Jean Vilar. Sedan 1960-talet är festivalen även öppen för dans, film och musik, men det är teater som dominerar. Festivalen hade en storhetstid på 1950-talet med bland annat Vilars egna uppsättningar av klassiker. Avignonfestivalen är en av världens största teaterfestivaler och har en inriktning på det förnyande med framträdande plats för det experimentella.